# Renzo Zorzi
Renzo Zorzi (Ziano di Fiemme, Dél-Tirol, 1946. december 12. – 2015. május 15.) olasz autóversenyző.

## Pályafutása
Renzo Zorzi kezdetben a Pirellinél dolgozott, majd 1972-ben a Formula–3-ban kezdte autóversenyzői karrierjét a Scuderia Mirabella Tecno csapatnál. A következő évben a sorozat állandó szereplője lett, előbb a Brabham BT38-cal, majd a kevésbé ésmert Quasar és Branca autóval. 1974-ben visszatért a Scuderia Mirabellához, ahol Giorgio Francia volt a csapattársa, és egy GRD autóval néhány jó helyezést is szerzett.
1975-ben segített a Repetto vállalatnak egy Lancia Formula–3-as motor fejlesztésében, amellyel nagy meglepetésre megnyerte a kategória monacói nagydíját. E sikert látva, a Formula–1-es Williams csapat kölcsönkérte az olasz nagydíjra, majd az 1976-os brazil nagydíjon is a brit csapat színeiben állt rajthoz. Ezután azonban a szponzora pénzhiányra hivatkozva felbontotta vele a szerződést, és továbbra is a Formula–3-nál versenyzett, ezúttal a Modus csapat pilótájaként.
1977-ben Tom Pryce csapattársaként csatlakozott a Shadow Formula–1-es csapathoz. Második futamán, Brazíliában hatodik lett, és így egy pontot szerzett. A soron következő dél-afrikai nagydíjon az új DN8-cal indult, ahol szörnyű katasztrófának volt részese: a huszonkettedik körben Zorzi motorhibával megállt a pálya szélén, és kigyulladt az autója. Ekkor két pályamunkás szaladt át a pályán, hogy eloltsa az addigra már nem lángoló kocsit, de az egyiket, Jansen Van Vuurent a csapattársa, Tom Pryce elütötte, akinek a poroltója fejbe találta Pryce-t. A balesetben mindketten életüket vesztették. Zorzi helyére a spanyol nagydíj után Alan Jones érkezett.
Zorzi ezután egy ideig sportautóval, illetve a Brit Formula–1-ben versenyzett, majd felhagyott az autóversenyzéssel, és a Pirelli tesztvezetője lett. Haláláig egy Pirelli autósiskolát vezetett Dél-Olaszországban.

## Eredményei

### Teljes Formula–1-es eredménysorozata
(Táblázat értelmezése)

(Félkövér: pole-pozícióból indult; dőlt: leggyorsabb kört futott) 

| Év   | Csapat   | 1      | 2     | 3      | 4      | 5      | 6   | 7   | 8   | 9   | 10  | 11  | 12  | 13     | 14  | 15  | 16  | 17  | Helyezés | Pont |
| ---- | -------- | ------ | ----- | ------ | ------ | ------ | --- | --- | --- | --- | --- | --- | --- | ------ | --- | --- | --- | --- | -------- | ---- |
| 1975 | Williams | ARG    | BRA   | RSA    | ESP    | MON    | BEL | SWE | NED | FRA | GBR | GER | AUT | ITA 14 | USA |     |     |     | –        | 0    |
| 1976 | Williams | BRA 9  | RSA   | USW    | ESP    | BEL    | MON | SWE | FRA | GBR | GER | AUT | NED | ITA    | CAN | USA | JPN |     | –        | 0    |
| 1977 | Shadow   | ARG Ki | BRA 6 | RSA Ki | USW Ki | ESP Ki | MON | BEL | SWE | FRA | GBR | GER | AUT | NED    | ITA | USA | CAN | JPN | 19.      | 1    |